# Mali Paržanj
Koordinati:   43°02′16″N, 16°15′05″E
Mali Paržanj je majhen nenaseljen otoček v Jadranskem morju, ki pripada Hrvaški.
Mali Paržanj leži med Visom in Velikim Paržanjem. Njegova površina meri
0,013 km². Dolžina obalnega pasu je 0,45 km.